# 畢生礁

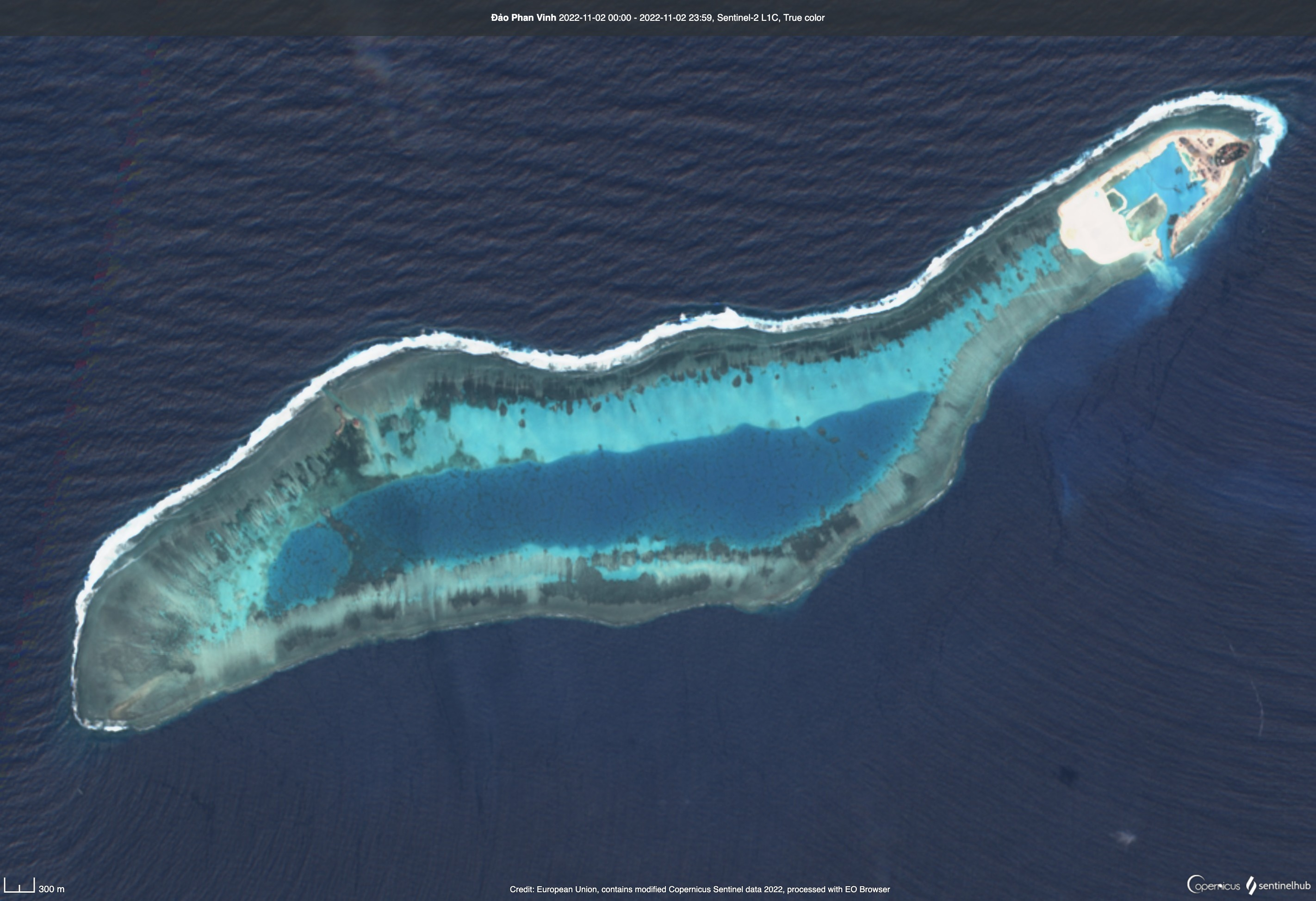
ピアソン礁（ファンビン島、畢生礁）（2022年）

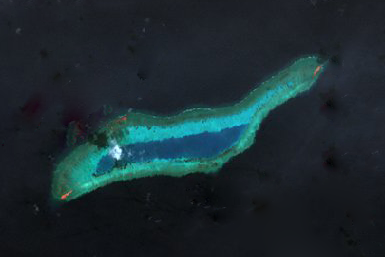
ピアソン礁（ファンビン島、畢生礁）（1999年）

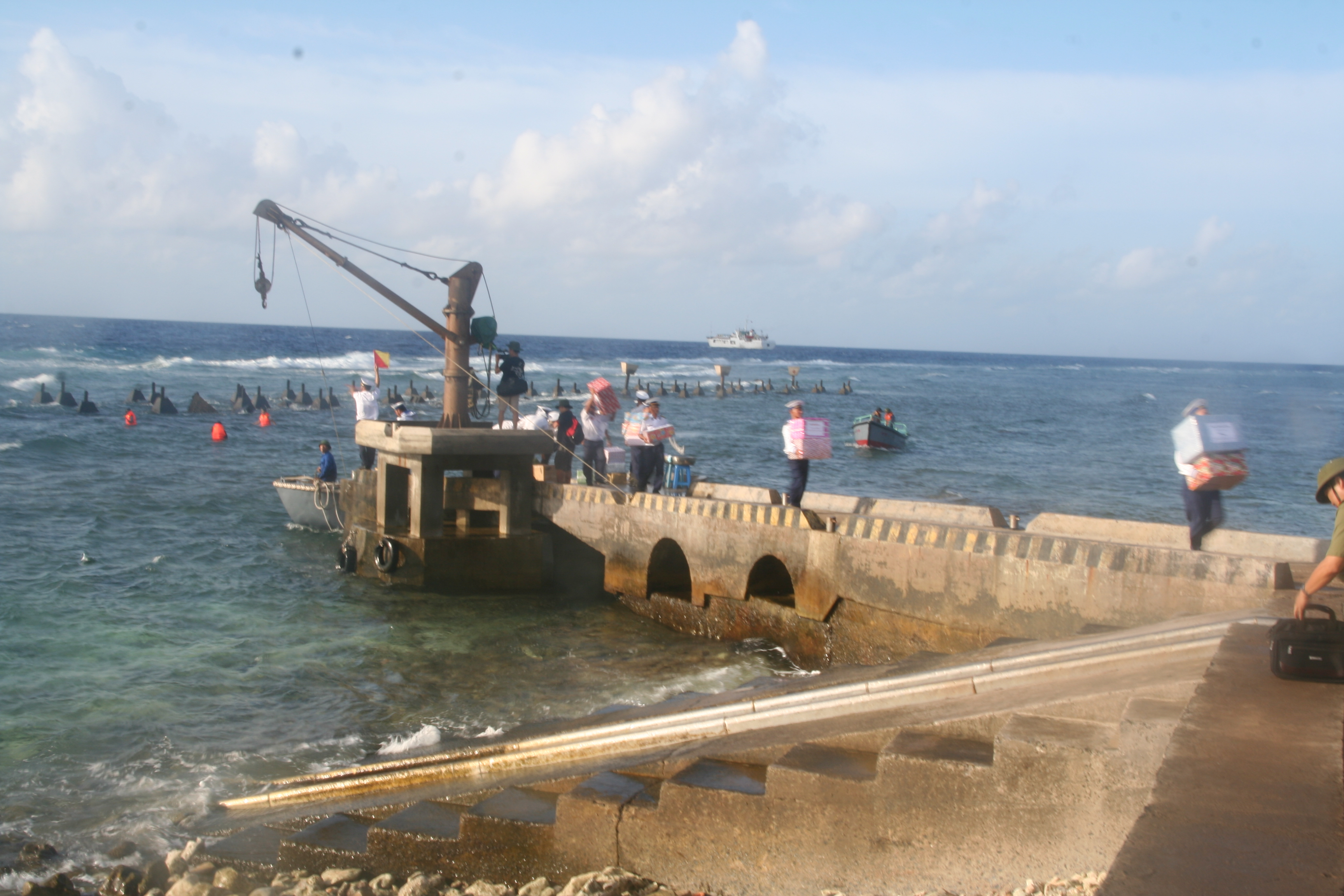
ピアソン礁（ファンビン島、畢生礁）

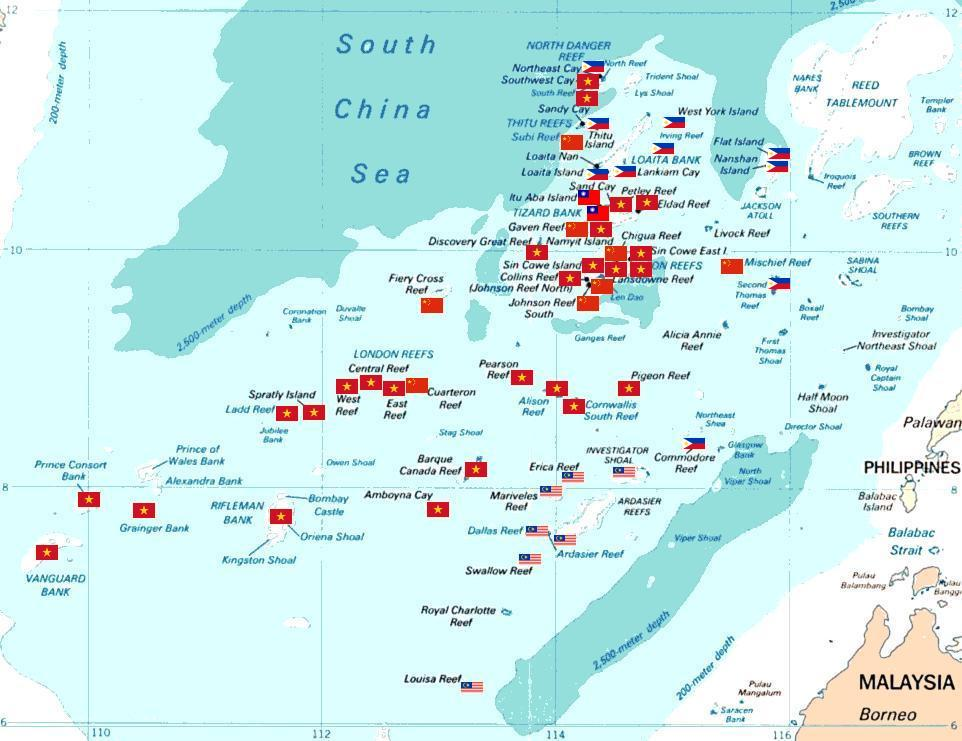
南沙諸島における南シナ海周辺諸国の実効支配状況

ピアソン礁（英語：Pearson Reef）、ファンビン島（ベトナム語：Đảo Phan Vinh / 島潘榮）又は畢生礁（簡体字中国語: 毕生礁）は、南沙諸島にある環礁である。
長さ約9km、幅約2km。北東部に0.6メートル高さの砂洲がある。
1978年からベトナムがこの礁を実効支配し、カインホア省に編入している。一方、中華人民共和国、中華民国（台湾）、フィリピンも主権を主張している。

## 歴史
- 2022年後半から、実効支配しているベトナムが岩礁などでの埋め立てを急ピッチに行っている。北東部分にだ円形の陸地があり、陸地が南西に拡張され、中央付近には、船が停泊できる港の整備が進んでいる[6]。